# Rio Cionca
O Rio Cionca é um rio da Romênia, afluente do Chiuzbaia, localizado no distrito de Maramureş.